# 媽祖樓天后宮
23°00′02″N 120°11′51″E / 23.00051°N 120.1976°E

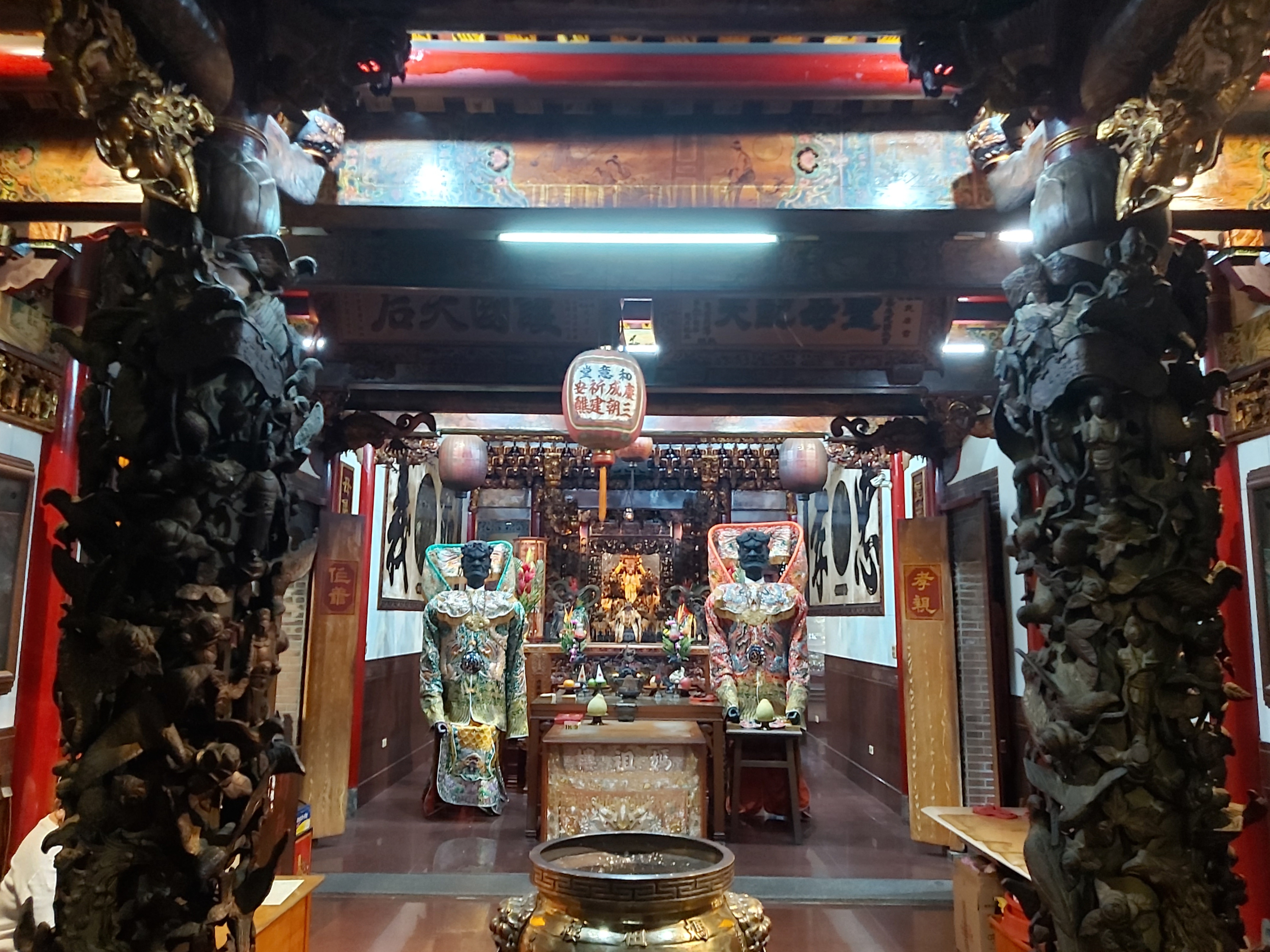
媽祖樓天后宮正殿

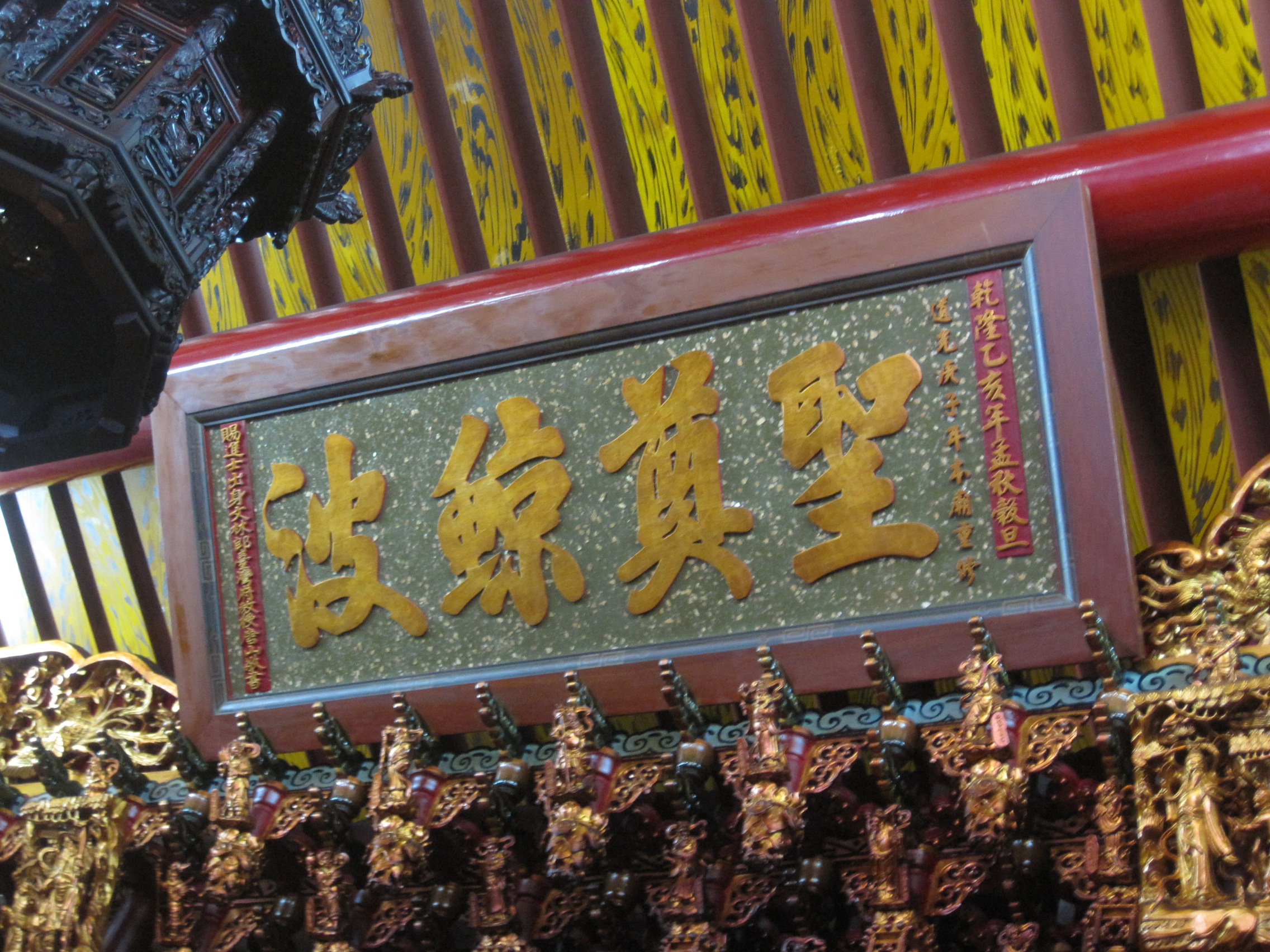
媽祖樓天后宮裡的「聖奠鯨波」古匾

媽祖樓天后宮位於臺灣臺南市中西區，是一間從香火袋發展而來的媽祖廟。該廟位於五條港北邊哨船港南岸，是附近軍工道廠與鄰近船頭行、郊商店鋪的信仰中心。

## 沿革
據說原址本來是一座工寮，有人在工寮的閣樓供奉湄州媽祖香火，後來離去時忘了將香火袋帶走，之後往來於五條港的船隻常於夜間看見紅色毫光，引導船隻航行，追查後發現來源是工寮閣樓裡的香火，後來信眾集資建廟供奉，也因為此一典故，所以廟名取為「媽祖樓」。廟宇創立年代一般認為是古匾「聖奠鯨波」落款的乾隆二十年（1755年），不過在乾隆十七年（1752年）的《重修臺灣縣志》中已經記載有「媽祖樓街」。
媽祖樓在道光廿一年（1841年）曾經重修，留有〈重興天后宮碑記〉。之後在同治四年（1865年），民國五十年（1961年）、民國七十四年（1985年）重修過。
該廟於2001年3月時發生火災，三川殿、拜殿與正殿遭到燒毀，2007年修復。此外臺南延平郡王祠原有的延平郡王神像一度流落民間，於2005年左右寄祀媽祖樓天后宮，直到於2008年2月17日神像才被正式迎回延平郡王祠安座。

## 建築
媽祖樓天后宮進深甚長，由外而內依序是三川殿、拜殿、正殿、天井與後殿，東側有廂房，為王爺廳。

## 相關創作
- 台灣電影《總鋪師》一幕中女主角詹小婉的媽媽膨風嫂所創立的哀鳳小吃店及號稱有400年的王家醬油後代繼承人王啓旦所創立的王啓旦牛肉湯當時的取景拍攝地點就在本廟。